# Vinschgau
Vinschgau (italià Val Venosta, ladí Val Venuesta) és una vall i un districte del Tirol del Sud. S'estén des del Reschenpaß fins a Meran, i és el més occidental de la província. Al seu territori inclou els Alps de Venosta, amb l'alçària de l'Ortles (3.906 m) i el pas Stilfser Jochen. Ja fou habitada en el segle VIII i mantingué relacions amb la vall d'Engadin.
El districte fou creat el 1962, i fou el primer dels vuit. Té uns 1.442 km² i 34.500 habitants. Històricament, també comprèn els municipis austríacs de Nauders i Ventertal. Comprèn tretze municipis.

## Municipis
1. Kastelbell-Tschars - Castelbello-Ciardes
2. Graun im Vinschgau - Curon Venosta
3. Glurns - Glorenza
4. Latsch - Laces
5. Laas - Lasa
6. Mals - Malles Venosta
7. Martell - Martello
8. Prad am Stilfserjoch - Prato allo Stelvio
9. Schlanders - Silandro'
10. Schluderns - Sluderno
11. Schnals - Senales
12. Stilfs - Stelvio
13. Taufers im Münstertal - Tubre